# Stella Oduah-Ogiemwonyi

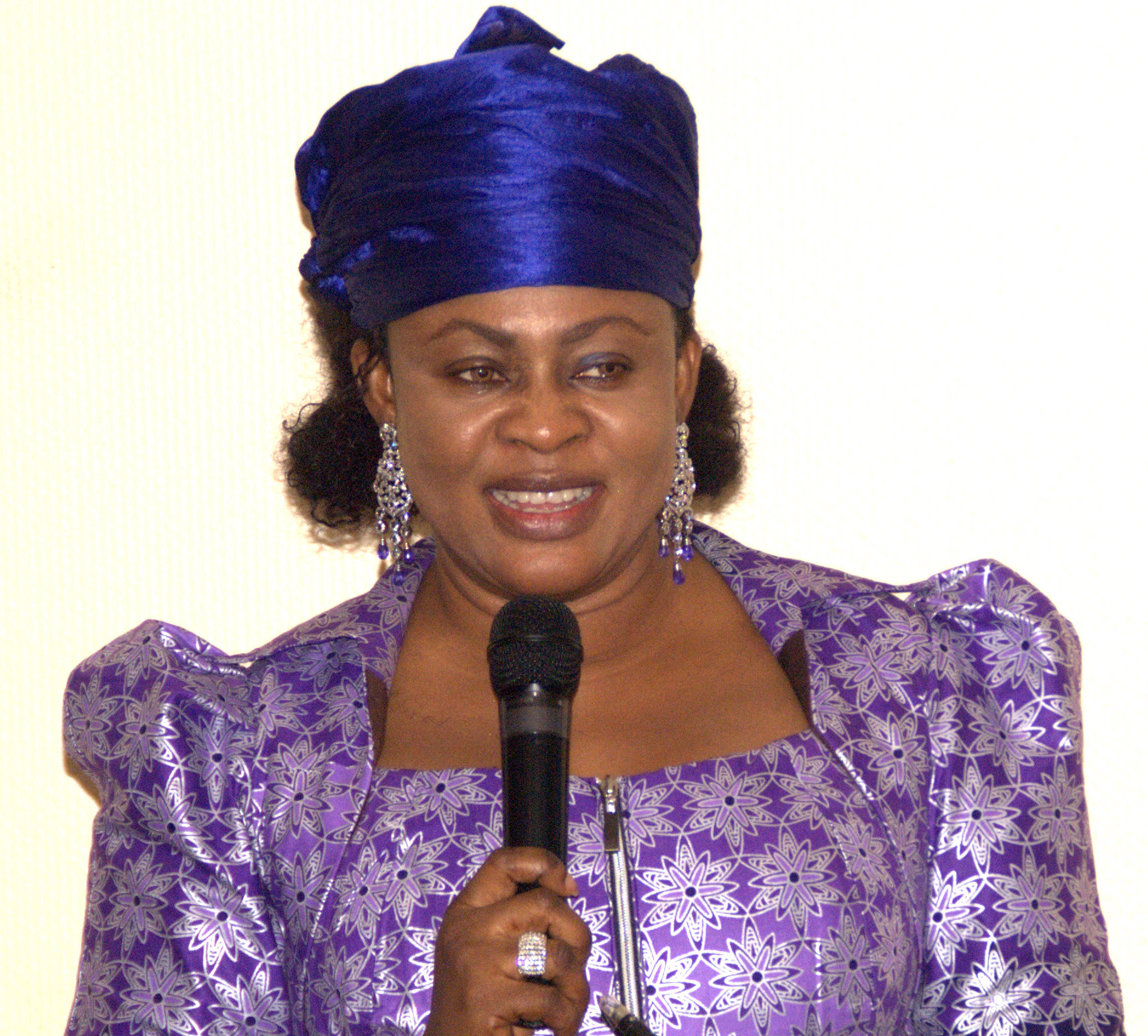
Chính trị gia Stella Oduah-Ogiemwonyi

Stella Oduah-Ogiemwonyi (sinh ngày 5 tháng 1 năm 1962) là tên của một nữ chính trị gia người Nigeria, bộ trưởng tiền nhiệm của bộ hàng không (bà tuyên thệ nhận chức bộ trưởng vào ngày 2 tháng 7 năm 2011) và hiện tại bà là thượng nghị sĩ của thượng viện Nigeria (nhận chức vào tháng 6 năm 2015, nhiệm kì là 4 năm).
Trong chiến dịch tranh cử của cựu tổng thống Nigeria là Goodluck Jonathan (nhiệm kì của ông là từ năm 2010 đến năm 2015), bà phục vụ ở đó với tư cách là giám đốc hành chính và tài chính.
Vào năm 2013, tổng thống Goodluck Jonathan cử bà, chủ tịch thượng viện David Mark và bộ trưởng bộ ngoại giao là bà Viola Onwuliri sang Vatican để tham dự lễ nhận chức của giáo hoàng Phanxicô.
Vào ngày 23 tháng 2 năm 2017, tờ Punch đã đưa tin rằng các tài khoản của 4 công ty của bà bị đóng băng do số tiền nợ là 16,412,819.06 đô la (37,804,681,632,339.10 tiền Việt Nam) và 100,493,225.59 naira (646,575,468,655.67 tiền Việt Nam). Bốn công ty của bà là công ty TNHH Dầu khí Biển, công ty TNHH Vận tải biển, công ty TNHH Dịch vụ Kỹ thuật Rotary và công ty TNHH Tour Afrique với 21 tài khoản ngân hàng.
Năm 2015, tại thượng viện có 109 thượng nghị sĩ, nhưng trong đó, chỉ có 7 thượng nghị sĩ là nữ, trong đó có bà và Rose Okoji Oko, Uche Ekwunife, Fatimat Raji Rasaki, Oluremi Tinubu, Biodun Olujimi và Binta Garba.

## Lí lịch và học vấn
Stella Oduah-Ogiemwonyi sinh ra tại Igwe D.O. Oduah ở Akili-Ozizor, L.G.A. bang Anambra vào ngày 5 tháng 1 năm 1962. Bà nhận được bằng cử nhân và bằng thạc sĩ về kế toán và quản trị kinh doanh tại Mỹ. Năm 1983, bà trở về nước và tham gia tập đoàn dầu khí quốc gia Nigeria.
Đến năm 1992, bà rời tập đoàn này để thành lập công ty TNHH Dầu khí biển.